# Amanpour & Company
Amanpour & Company é um programa de televisão de entrevistas apresentado por Christiane Amanpour. O programa é um late-night talk show de uma hora de duração, e estreou na PBS em 10 de setembro de 2018, como uma versão expandida do programa da CNN International, Amanpour, ampliado com entrevistas de correspondentes nos estúdios da WNET em Nova York.

## Correspondentes
- Walter Isaacson
- Michel Martin
- Alicia Menendez
- Hari Sreenivasan